# Torneo Albert Schweitzer 1975
Il Torneo Albert Schweitzer 1975 si è svolto nel 1975 a Mannheim, nell'allora Germania Ovest.

## Classifica finale
| Pos. | Squadra                |
| ---- | ---------------------- |
|      | Stati Uniti            |
|      | Turchia                |
|      | Spagna                 |
| 4.   | Polonia                |
| 5.   | Jugoslavia             |
| 6.   | Belgio                 |
| 7.   | Italia                 |
| 8.   | Germania Ovest         |
| 9.   | Paesi Bassi            |
| 10.  | Finlandia              |
| 11.  | Svezia                 |
| 12.  | Selezione Sud Under 18 |